# Schwefelberg

Der Schwefelberg, Mai 2003

Als Schwefelberg wurde im Volksmund ein 17 Meter hoher Hügel im Berliner Ortsteil Köpenick nahe dem Salvador-Allende-Viertel bezeichnet. Er war eine durch Chemieabfälle entstandene Erhebung, die 2005 abgetragen wurde. Im 19. Jahrhundert hatte an dieser Stelle die Nitritfabrik AG, Chemische Fabrik zur Nitratproduktion ihre Abfälle gelagert.
Auf der Oberseite des Schwefelberges war im Zweiten Weltkrieg eine Flakstellung für drei Geschütze installiert. Die Anlage war rund zwei Meter in den Berg versenkt und nach oben offen. Nur die Verbindungsgänge zwischen den einzelnen Geschützabteilen waren abgedeckt. Die Geschützabteile waren jeweils wie ein viertel Tortenstück (rechter Winkel nach Westen und der Bogen stadtauswärts nach Osten ausgerichtet) angelegt. Alle drei Geschützstellungen waren in Nord-Süd-Richtung gereiht und durch einen Grabengang mit Ausgang im Norden verbunden. Die Seitenwände der gesamten Stellung waren betoniert. Im Zuge der Umgestaltung zu einer Parkanlage ist die Stellung dann vermutlich zugeschüttet worden.
Der nahe der Kreuzung Müggelheimer und Pablo-Neruda-Straße gelegene Berg war ein beliebter Treffpunkt für Schüler der Umgebung und wurde im Winter als Rodelhügel genutzt. In der DDR-Zeit entstand auf dem Berg ein Park, der nach der politischen Wende verfiel und später gesperrt wurde.
Ende der 1990er Jahre bestanden Planungen, den Hügel erneut zu einer Parkanlage umzugestalten. Bei der Vorbereitung wurde bei Messungen allerdings eine Grundwasserbelastung festgestellt. 2005 wurde der verseuchte Boden abgetragen und damit auch der Berg. Es wurden hierbei hunderte Bäume auf dem rund 11.000 m² großen Gelände gefällt. Die Kosten der Sanierung beliefen sich auf rund 1,5 Millionen Euro. Sie wurden von einem Investor getragen, der das Grundstück übernahm und dort einen Verbrauchermarkt errichtete.
Die nahegelegene Straße ‚Am Berg‘ wurde nach dem Schwefelberg benannt.